# Brahmanda
Brahmanda (trl. brahmānḍa, jajo Brahmy) – hinduistyczny makrokosmos, model świata materialnego o formie kosmicznego jaja, którego twórcą jest Brahma (czyli Śrikantha).
Jajo Brahmy przestaje istnieć podczas prakrytapralaji.

## Podział
Z pępka Garbhodakaśaji wyrasta kwiat lotosu, błyszczący jak tysiąc oślepiających słońc, który jest źródłem wszystkich uwarunkowanych dusz, a pierwszą żywą istot, która z niego pochodzi jest Brahma. Gdy Mahawisznu, który spoczywa na Oceanie Garbhodaka, wnika do serca Brahmy, ten odzyskuje swą inteligencję i stwarza wszechświat, takim jakim był poprzednio. Na początku Brahma stwarza ze swego cienia okrywy ignorancji uwarunkowanych dusz. Okryw tych jest pięć, a zostały nazwane: tamisra, andha-tamisra, tamas, moha i maha-moha.

### 21 warstw
Brahmanda dzieli się na 21 poziomów.
Otoczona jest skorupą (analogicznie jak jajko) i umieszczona w przestrzeni wszechświata pośród sobie podobnych światów. Jajo Brahmy istnieje tak długo jak jego stwórca, jednak rejony niższe zanikają każdego dnia Brahmy. Termin ten charakterystyczny jest dla okresu powedyjskiego.
Podział brahmandy na rejony jest troisty, dając w efekcie 21 sfer :
1. Dewaloka – siedmiopoziomowy
  1. Brahmaloka (Satjaloka)
  2. Taparloka
  3. Dźanaloka
  4. Maharloka
  5. Swarloka
  6. Bhuwarloka
  7. Bhurloka – świat ziemski
2. Patala – siedmiopoziomowy świat podziemny (Nagaloka i inne loki)
3. Narakaloka –  siedmiopoziomowy.

### 42 warstwy
Jajo Brahmy bywa dzielone również na 42 poziomy (loka). Siedem najwyższych sfer (zaczynających się  od poziomu ziemskiego) to górna połowa jaja. Dolną połówkę brahmandy stanowi zaś siedem sfer patala i 28 sfer naraka.